# Back in Trouble
Pour plus de détails, voir Fiche technique et Distribution.
Back in Trouble est une comédie policière germano-luxembourgeoise réalisée par Andy Bausch et sortie en 1997.

## Synopsis
Johnny Chicago est libéré de prison après 10 ans avec la ferme intention de ne plus jamais y retourner. Son collègue Chuck Moreno mène quant à lui une vie de famille régulière. Il n'est donc pas vraiment ravi lorsqu'un jour Johnny imagine un plan « à toute épreuve », comment arrêter un train pour faire chanter un riche retraité allemand qui veut placer son argent au Luxembourg. Mais le petit frère de Moreno, Coco, est enthousiaste.

## Fiche technique
- Titre original : Back in Trouble[1],[2]
- Réalisation : Andy Bausch
- Scénario : Andy Bausch
- Photographie : Martin Gressman
- Montage : Andrew Bird
- Musique : Guy Schmit, Ulrich Kojo Wendt
- Décors : Ricarda Quest, Axel Werner
- Production : Gina Bonmariage, Lynne Polak, Stefan Schubert, Ralph Schwingel
- Sociétés de production : Lynx Productions, Wüste Film
- Pays de production :  Luxembourg -  Allemagne
- Langue originale : luxembourgeois - allemand
- Format : couleurs
- Genre : comédie policière
- Durée : 95 minutes
- Dates de sortie : 
  - Luxembourg : 25 octobre 1997

## Distribution
- Thierry Van Werveke : Johnny Guddebour alias Johnny Chicago
- Ender Frings (lb) : Chuck Moreno
- Nicole Max (lb) : Jenny Jakoby
- Oscar Ortega-Sanchez : Coco
- Moritz Bleibtreu
- Katharina Thalbach : Stankowski
- Dietmar Schönherr : le retraité Dinkelmann
- Heinz Hoenig : inspecteur Dittmayer
- Monique Reuter
- Luc Feit : inspecteur Sardelli
- Sascha Ley : Juliette Kalmes-Moreno
- André Jung
- Claudine Thill : Camilla Drache
- Frank Sassonof : Jean-Loup
- Marie-Christine Faber
- Fernand Fox
- Fernand Mathes
- Sandy Lahure
- Ritchie Muller
- Fatih Akin : Kebab-Fatih